# Tratna ob Voglajni
Tratna ob Voglajni – wieś w Słowenii, w gminie Šentjur. W 2018 roku liczyła 21 mieszkańców.